# Neohoehnelia oligotricha
Neohoehnelia oligotricha är en svampart som först beskrevs av Jean François Montagne, och fick sitt nu gällande namn av Theiss. & Syd. 1918. Neohoehnelia oligotricha ingår i släktet Neohoehnelia och familjen Parodiopsidaceae.   Inga underarter finns listade i Catalogue of Life.